# Gárdony
Gárdony ist eine ungarische Stadt im gleichnamigen Kreis im Komitat Fejér. Zur Stadt gehören die Ortsteile Agárd, Dinnyés und Gárdonyfürdő. Gárdony ist der Verwaltungssitz des Kreises und hat seit 1989 den Status einer Stadt.

## Geographische Lage
Gárdony liegt 16 Kilometer östlich des Komitatssitzes Székesfehérvár am Südostufer des Velencer Sees, dem drittgrößten natürlichen See Ungarns.

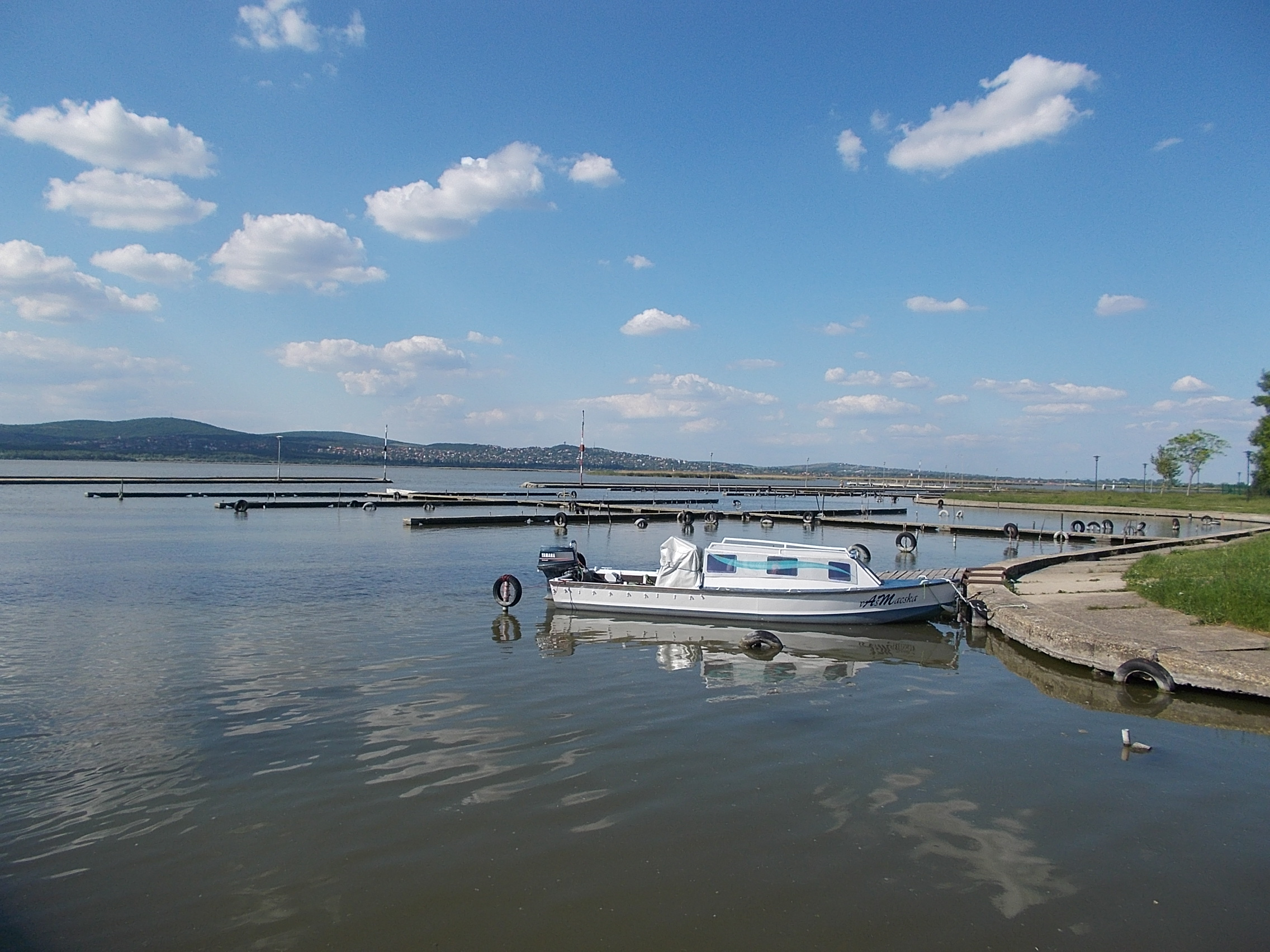
Seepromenade in Gárdony

## Geschichte
Im Jahr 1913 gab es in der damaligen Großgemeinde 287 Häuser und 2174 Einwohner auf einer Fläche von 10840 Katastraljochen. Sie gehörte zu dieser Zeit zum Bezirk Székesfehérvár im Komitat Fejér.
Gárdony erhielt 1989 den Status einer Stadt.

## Städtepartnerschaften
- Postbauer-Heng, Bayern, Deutschland
- Gieboldehausen, Niedersachsen, Deutschland

## Verkehr
Gárdony ist angebunden an die Eisenbahnstrecke von Budapest nach Székesfehérvár und es bestehen Busverbindungen in die umliegenden Orte. Durch die Stadt verläuft die Hauptstraße Nr. 7, in vier Kilometer Entfernung, parallel zum Nordwestufer des Velencer Sees, die Autobahn M7 von Székesfehérvár nach Budapest.